# Gorka Brit Gallego
Gorka Brit Gallego (nascut el 19 d'abril de 1977 a Sant Sebastià) és un exfutbolista professional basc que jugava com a davanter.